# Muhammad as-Sadr
Muhammad as-Sadr (ur. 1883 w Bagdadzie, zm. 1956) – iracki polityk, duchowny szyicki, jeden z przywódców społeczności szyitów irackich, premier Iraku w 1948.

## Życiorys
Był szyitą i synem duchownego tego wyznania, Husajna as-Sadra. Urodzony w dzielnicy Bagdadu tradycyjnie zamieszkiwanej przez wyznawców tego nurtu islamu, uzyskał wykształcenie religijne w szyickich szkołach w Nadżafie i w Karbali, a następnie pod kierunkiem ojca.
Zaangażował się w arabski ruch niepodległościowy i odegrał znaczącą rolę w przekonywaniu szyitów żyjących nad Eufratem do poparcia powstania antybrytyjskiego w 1920. Po stłumieniu powstania uciekł przez Syrię do Kairu, a stamtąd do Dżiddy; wrócił do Iraku w 1921, gdy król Fajsal I ogłosił powszechną amnestię. Nawiązał wówczas współpracę z Hamdim al-Badżahdżim, Mahdim al-Basirem oraz Jusufem as-Suwajdim, wspólnie z którymi opracował manifest wzywający Brytyjczyków do opuszczenia Iraku i rezygnacji z mandatu, by kraj mógł uzyskać całkowitą suwerenność. W 1922 przewodniczył spotkaniu polityków opozycyjnych, którzy wystosowali podobne wezwanie do króla Fajsala. Wkrótce po nim nastąpiły protesty przeciwko przybyciu do Bagdadu Wysokiego Komisarza brytyjskiego Percy'ego Coxa. Brytyjczycy zażądali od króla Fajsala, by surowo ukarał ich organizatorów; większość opozycjonistów została internowana, jedynie as-Sadr, jako szyicki duchowny, otrzymał możliwość wyjazdu z kraju. Udał się do Persji, gdzie pozostał do 1924.
Po powrocie do Iraku as-Sadr nie kontynuował działalności politycznej w dotychczasowym duchu, zaniechał protestów przeciwko mandatowi brytyjskiemu. W 1925 uzyskał mandat senatora, zaś w 1929 został przewodniczącym irackiego Senatu. Na stanowisku tym pozostawał do 1944, z przerwą w 1937.
W końcu lutego 1948 regent Iraku Abd al-Ilah powierzył mu misję utworzenia nowego rządu po tym, gdy wymusił dymisję poprzedniego premiera Saliha Dżabra. Ten ostatni, będąc szefem rządu, zawarł z Wielką Brytanią nowy układ, modyfikujący nieznacznie ustalenia poprzedniego traktatu brytyjsko-irackiego z 1930. Jego postanowienia (oraz fakt prowadzenia rokowań w tajemnicy) spotkały się z wybuchem oburzenia społecznego; uczestnicy wielotysięcznych manifestacji domagali się całkowitego wycofania Brytyjczyków z Iraku. W tej sytuacji Abd al-Ilah oznajmił, że nie podpisze traktatu i doprowadził do dymisji premiera. Aby jednak nie rozdrażniać szyitów (Dżabr był pierwszym w historii Iraku szefem rządu wywodzącym się z tej grupy wyznaniowej), na czele nowego rządu postawił innego polityka tego wyznania. Zmiana rządu i odrzucenie traktatu nie zakończyły manifestacji; ich uczestnicy nadal krytykowali monarchię i domagali się działań na rzecz poprawy sytuacji najuboższych. Wiele demonstracji organizowały grupy związane z Iracką Partią Komunistyczną. Składane przez as-Sadra obietnice nowych wyborów uznawano za niewystarczające. Protesty (znane w irackiej historiografii jako Wasba - Zryw) wygasły dopiero późną wiosną 1948, a ostatecznie zakończyło je wprowadzenie przez rząd stanu wojennego w związku z wojną izraelsko-arabską.
W warunkach stanu wojennego przeprowadzone zostały wybory parlamentarne, po których Muhammad as-Sadr złożył dymisję z urzędu. Abd al-Ilah powołał na nowego premiera Muhazina al-Badżahdżiego; wielu ministrów z poprzedniego gabinetu zachowało stanowiska. Sam as-Sadr powrócił na stanowisko przewodniczącego Senatu i pozostał na nim do śmierci w 1956.